# Velikij Usztyug-i járás

A Velikij Usztyug-i járás a Vologdai területen

A Velikij Usztyug-i járás (oroszul Великоустюгский муниципальный район) Oroszország egyik járása a Vologdai területen. Székhelye Velikij Usztyug.

## Népesség
- 1989-ben 26 146 lakosa volt.
- 2002-ben 22 210 lakosa volt.
- 2010-ben 57 529 lakosa volt, melyből 56 498 orosz, 301 ukrán, 152 cigány, 102 fehérorosz, 63 azeri, 43 örmény, 26 tatár, 14 üzbég stb.